# Apicia concomitaria
Apicia concomitaria là một loài bướm đêm trong họ Geometridae.